# The Book of Souls
The Book of Souls è il sedicesimo album in studio del gruppo musicale britannico Iron Maiden, pubblicato il 4 settembre 2015 dalla Parlophone.
Anticipato il 14 agosto 2015 dal singolo Speed of Light, The Book of Souls è stato atteso da molti soprattutto per poter sentire la voce del frontman Bruce Dickinson, al quale era stato diagnosticato un tumore alla lingua nel mese di dicembre 2014. Grazie ai trattamenti a cui si è tempestivamente sottoposto, il cantante è riuscito a guarire appena prima dell'annuncio ufficiale dell'album. L'album ha ottenuto grande successo in tutto il mondo, raggiungendo la prima posizione nelle classifiche di 24 paesi.

## Concezione
Registrato nel corso del 2014 a Parigi, nel medesimo studio di registrazione nel quale fu registrato Brave New World, si tratta del primo doppio album nella carriera del gruppo a contenere esclusivamente materiale inedito (a causa della sua lunghezza complessiva di oltre 92 minuti), nonché il primo dai tempi di Powerslave (1984) a presentare due brani interamente composti dal cantante Bruce Dickinson, If Eternity Should Fail e Empire of the Clouds, quest'ultimo il più lungo brano mai composto dagli Iron Maiden.

## Tematiche
Death or Glory, settima traccia dell'album, tratta del Barone Rosso Manfred von Richthofen e del suo triplano Fokker Dr.I. Tears of a Clown, nona traccia, è un omaggio all'attore Robin Williams, scomparso nel 2014.
Il brano conclusivo Empire of the Clouds racconta il tragico disastro aereo del dirigibile R101 avvenuto il 5 ottobre 1930, causando la morte di 48 membri dell'equipaggio, tra cui il Ministro dei Trasporti Aerei britannico Lord Thomson.

## Copertina
La copertina dell'album è stata realizzata da Mark Wilkinson, il quale aveva già lavorato con gli Iron Maiden alla creazione di altre copertine, come la riedizione del 1998 dell'album dal vivo Live at Donington e il disco Best of the 'B' Sides (contenuto nella raccolta Eddie's Archive del 2002), oltre anche a quelle per i singoli The Wicker Man e Out of the Silent Planet. Secondo il bassista Steve Harris, il legame della copertina con la title track, così come la raffigurazione della mascotte del gruppo, Eddie the Head, è basato sulla civiltà Maya, i quali credevano che «le anime vivono [dopo la morte]». Per assicurare la precisione della copertina, il gruppo ha assunto lo studioso Simon Martin, il quale ha tradotto anche i titoli dei brani in geroglifico.

## Tracce
CD 1
1. If Eternity Should Fail – 8:28 (Bruce Dickinson)
2. Speed of Light – 5:01 (Adrian Smith, Bruce Dickinson)
3. The Great Unknown – 6:37 (Adrian Smith, Steve Harris)
4. The Red and the Black – 13:33 (Steve Harris)
5. When the River Runs Deep – 5:52 (Adrian Smith, Steve Harris)
6. The Book of Souls – 10:27 (Janick Gers, Steve Harris)

CD 2
1. Death or Glory – 5:13 (Adrian Smith, Dickinson)
2. Shadows of the Valley – 7:32 (Janick Gers, Steve Harris)
3. Tears of a Clown – 4:59 (Adrian Smith, Steve Harris)
4. The Man of Sorrows – 6:28 (Dave Murray, Steve Harris)
5. Empire of the Clouds – 18:01 (Bruce Dickinson)

## Formazione
Gruppo
- Bruce Dickinson – voce, pianoforte (traccia 11)
- Dave Murray – chitarra
- Adrian Smith – chitarra
- Janick Gers – chitarra
- Steve Harris – basso, tastiera
- Nicko McBrain – batteria

Altri musicisti
- Michael Kenney – tastiera
- Jeff Bova – orchestrazione

Produzione
- Kevin "Caveman" Shirley – produzione, missaggio
- Steve Harris – coproduzione
- Denis Caribaux – ingegneria del suono
- Ade Emsley – mastering
- Chris Bellman – mastering aggiuntivo dell'edizione in vinile

## Successo commerciale
The Book of Souls è stato il quinto lavoro del gruppo capace di raggiungere la vetta della Official Albums Chart nel Regno Unito, dove ha venduto oltre 60 000 copie, superando così le vendite del precedente The Final Frontier, che si era invece fermato a circa 44 385 unità. Negli Stati Uniti d'America, l'album ha raggiunto il quarto posto della Billboard 200, decretando il maggior successo locale in classifica del gruppo insieme a The Final Frontier, sebbene The Book of Souls abbia venduto anche in tale paese un numero maggiore di unità, muovendo circa 74 000 copie contro le 63 000 del disco precedente. Secondo quanto riportato da Billboard, si tratta del miglior record di vendite ottenuto dagli Iron Maiden negli Stati Uniti d'America da quando è stato introdotto il sistema di tracciabilità Nielsen SoundScan nel 1991. Al gennaio 2016, The Book of Souls ha venduto oltre 148 000 copie negli Stati Uniti d'America.

## Classifiche

### Classifiche settimanali
| Classifica (2015)          | Posizione massima |
| -------------------------- | ----------------- |
| Argentina                  | 1                 |
| Australia                  | 2                 |
| Austria                    | 1                 |
| Belgio (Fiandre)           | 1                 |
| Belgio (Vallonia)          | 2                 |
| Brasile                    | 1                 |
| Canada                     | 2                 |
| Colombia                   | 1                 |
| Croazia                    | 1                 |
| Danimarca                  | 3                 |
| Finlandia                  | 1                 |
| Francia                    | 2                 |
| Germania                   | 1                 |
| Giappone                   | 6                 |
| Grecia                     | 1                 |
| Irlanda                    | 2                 |
| Israele                    | 1                 |
| Italia                     | 1                 |
| Messico                    | 1                 |
| Norvegia                   | 1                 |
| Nuova Zelanda              | 2                 |
| Paesi Bassi                | 1                 |
| Polonia                    | 1                 |
| Portogallo                 | 1                 |
| Regno Unito                | 1                 |
| Regno Unito (rock & metal) | 1                 |
| Repubblica Ceca            | 1                 |
| Serbia                     | 1                 |
| Slovenia                   | 1                 |
| Spagna                     | 1                 |
| Stati Uniti                | 4                 |
| Stati Uniti (hard rock)    | 2                 |
| Stati Uniti (rock)         | 2                 |
| Stati Uniti (tastemakers)  | 1                 |
| Sudafrica                  | 4                 |
| Svezia                     | 1                 |
| Svizzera                   | 1                 |
| Turchia                    | 3                 |
| Ungheria                   | 1                 |

### Classifiche di fine anno
| Classifica (2015)       | Posizione |
| ----------------------- | --------- |
| Australia               | 69        |
| Austria                 | 43        |
| Belgio (Fiandre)        | 49        |
| Belgio (Vallonia)       | 84        |
| Canada                  | 49        |
| Francia                 | 74        |
| Germania                | 19        |
| Italia                  | 46        |
| Paesi Bassi             | 49        |
| Regno Unito             | 57        |
| Spagna                  | 49        |
| Stati Uniti (hard rock) | 10        |
| Stati Uniti (rock)      | 26        |
| Svezia                  | 32        |
| Svizzera                | 17        |
| Ungheria                | 13        |